# Kim Heijdenrijk
Kim Heijdenrijk (Amsterdam, 23 januari 1979) is een Nederlandse journaliste en schrijfster. Ze studeerde journalistiek in Zwolle en heeft na haar studie 10 jaar als journaliste gewerkt.
Heijdenrijk debuteerde in januari 2017 als auteur met de biografie Op zoek naar George. Heijdenrijk schreef dit boek aan de hand van een ansichtkaart die verstuurd werd vanuit een weeshuis dat ooit in haar straat stond. De afzender, George Johannes Krul, werd het onderwerp van het boek. Aan de hand van zijn leven tekende Heijdenrijk de geschiedenis van de 20e eeuw op. Meer dan een jaar heeft Heijdenrijk het leven van deze George Krul proberen uit te pluizen. Om een beeld te krijgen van hoe deze man eruit heeft gezien heeft ze zelfs een compositietekening laten maken. Het boek kwam op de longlist voor de tweejaarlijkse Die Haghe geschiedenisprijs.  
Het tweede boek van Heijdenrijk is Mevrouw Breek. Het is wederom een biografie van een onbekende Nederlander. Johanna Maria Breek was in de vorige eeuw als kaartlezeres in Rotterdam bekend als 'Mevrouw Breek'. Zij verried haar Joodse man en oudste zoon tijdens de Tweede Wereldoorlog, alsmede veel van haar familie en vrienden. Ook na de oorlog maakte ze slachtoffers.
Kim Heijdenrijk specialiseerde zich in de geschiedenis van Den Haag in de twintigste eeuw en werkt als columnist voor het kwartaaltijdschrift Haagse Historie. Ze is getrouwd en woont met haar man en twee kinderen in Den Haag.